# Semidalis brincki
Semidalis brincki is een insect uit de familie van de dwerggaasvliegen (Coniopterygidae), die tot de orde netvleugeligen (Neuroptera) behoort. 
De wetenschappelijke naam Semidalis brincki is voor het eerst geldig gepubliceerd door Tjeder in 1957.